# Black Berry Islands
Black Berry Islands är öar i Kanada.   De ligger i territoriet Nunavut, i den centrala delen av landet, 3 300 km nordväst om huvudstaden Ottawa. Arean är 7,0 kvadratkilometer. Den största ön är Nanortut Island.
Terrängen på Black Berry Islands är platt. Öns högsta punkt är 90 meter över havet. Den sträcker sig 3,2 kilometer i nord-sydlig riktning, och 3,6 kilometer i öst-västlig riktning.